# J'ai volé la vie
Chansons représentant la France au Concours Eurovision de la chanson
Chanteur de charme
(1988) White and Black Blues
(1990)
J'ai volé la vie est une chanson interprétée par la chanteuse belge Nathalie Pâque sortie en 1989.
C'est la chanson sélectionnée pour représenter la France au Concours Eurovision de la chanson 1989 qui se déroulait à Lausanne, en Suisse. À l'âge de onze ans, Pâque fut le plus jeune interprète que la France ait jamais envoyé à l'Eurovision.

## À l'Eurovision

### Contexte
Le choix d'un interprète jeune, critiqué à l'époque, s'explique cependant par le fait que l'édition 1986 du concours de l'Eurovision ait été remportée par la Belgique représentée par la jeune chanteuse belge d'origine italienne Sandra Kim, avec son titre J'aime la vie. Mais aussi par le fait qu'en France, en 1989, la mode est aux jeunes chanteuses adolescentes, à l'instar du succès que remportent alors la chanteuse actrice Elsa Lunghini, et Vanessa Paradis. D'ailleurs, toujours en 1989, durant l'été et l'automne, une autre jeune chanteuse belge, Melody, connaîtra un grand succès en Belgique et en France avec le titre Y'a pas que les grands qui rêvent, écrit par l'auteur Guy Carlier et composé par le compositeur Jean-Pierre Millers. 
Néanmoins ce choix d'interprète jeune, sujet à controverses, pour la France à l'Eurovision en 1989 avec Nathalie Pâque, qui a alors onze ans, aboutira à une modification du règlement sur l'âge des artistes participant à l'Eurovision, modification selon laquelle l'âge des artistes participant au concours de l'Eurovision devra désormais être au minimum de 16 ans révolus le soir de la finale du concours. Ainsi, Nathalie Pâque restera donc à jamais la plus jeune chanteuse à avoir représenté la France à l'Eurovision.

### Sélection
La chanson J'ai volé la vie de Nathalie Pâque est sélectionnée en interne par le radiodiffuseur Antenne 2 pour représenter la France à l'Eurovision 1989 à Lausanne.

### À Lausanne
Elle est intégralement interprétée en français, langue nationale, comme l'impose la règle entre 1976 et 1999. L'orchestre est dirigé par Guy Mattéoni.
Il s'agit de la quinzième chanson interprétée lors de la soirée, après Anneli Saaristo qui représentait la Finlande avec La dolce vita (en) et avant Nina qui représentait l'Espagne avec Nacida para amar. À l'issue du vote, elle a obtenu 60 points, se classant 8e sur 22 chansons,.

## Liste des titres
| A1. | J'ai volé la vie                         | Sylvain Lebel | Guy Mattéoni, G. G. Candy | 2:59 |
| B1. | J'ai volé la vie (version instrumentale) |               | Guy Mattéoni, G. G. Candy | 2:59 |

## Historique de sortie
| Région ou pays | Date | Format   | Label  |
| -------------- | ---- | -------- | ------ |
| France         | 1989 | 45 tours | Ariola |